# Craugastor adamastus
Espèce
Synonymes
- Eleutherodactylus adamastus Campbell, 1994

Statut de conservation UICN

 DD  : Données insuffisantes
Craugastor adamastus est une espèce d'amphibiens de la famille des Craugastoridae.

## Répartition
Cette espèce est endémique du département d'Izabal au Guatemala. Elle se rencontre à Los Amates de 600 à 650 m d'altitude sur le versant Nord de la Sierra de las Minas.

## Publication originale
- Campbell, 1994 : New species of Eleutherodactylus (Anura: Leptodactylidae) of the milesi group from Guatemala. Herpetologica, vol. 50, no 4, p. 398-411.